# マカ山
マカ山（スペイン語のラテンアメリカ方言、Cerro Macá）とは、南アメリカ大陸の西部を南北に連なる、アンデス山脈の南部を構成する山の1つである。また、活火山とされている山の1つでもある。

## 地理
マカ山の山頂の標高は、約2300 mである

。

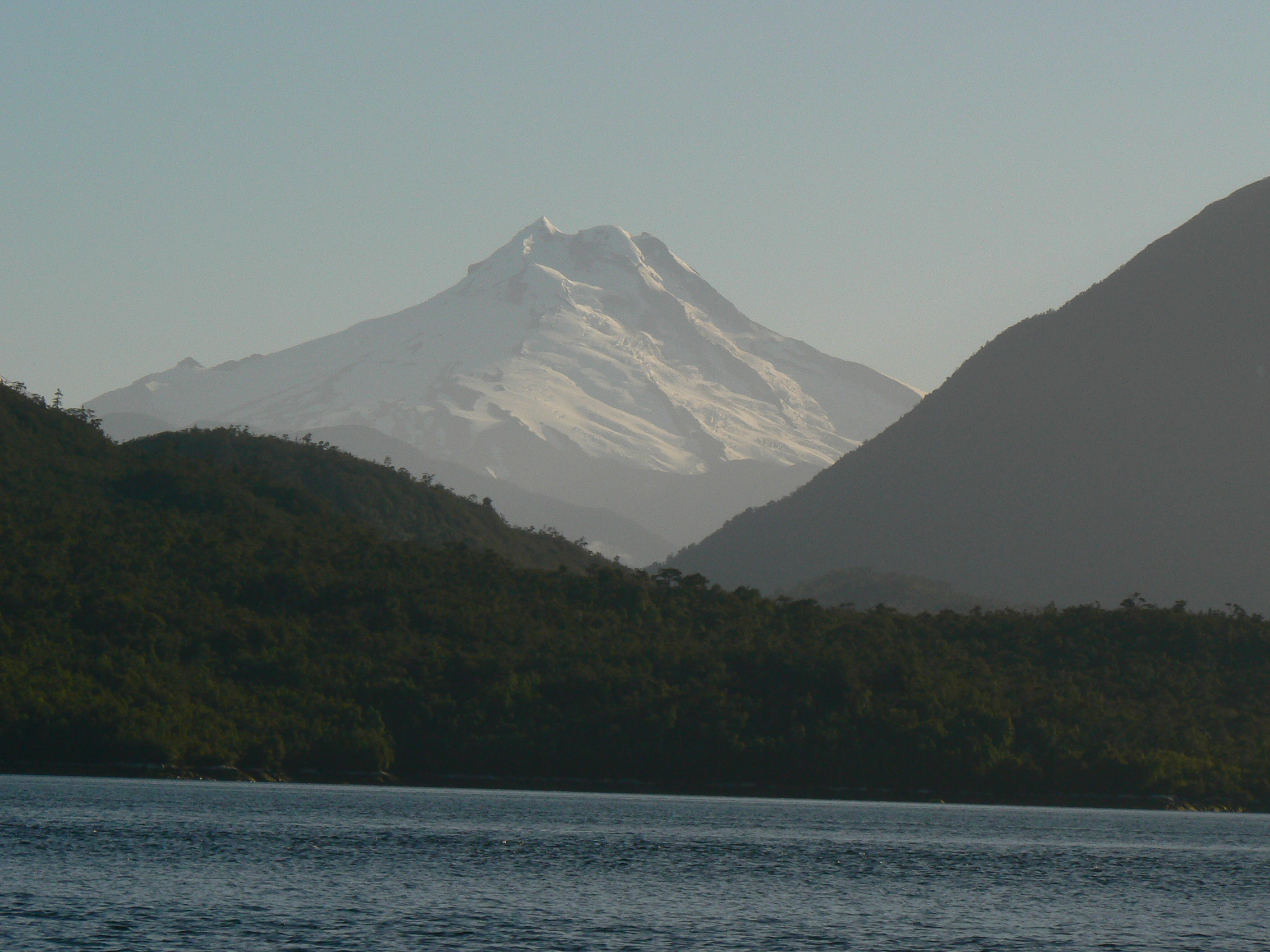
写真中央の遠くに見える山がマカ山。

この山は、おおよそ南緯45度06分21秒、西経73度10分09秒付近に位置しており

、この場所はチリ南部のアイセン・デル・ヘネラル・カルロス・イバニェス・デル・カンポ州のアイセン県に属している

。
ところで、この山の名の「Macá」と言うのは、スペイン語のラテンアメリカ、特にアルゼンチン付近の方言で「海鳥」や「水鳥」を意味している

。
そして、この山の付近にはアイセンフィヨルドと呼ばれる深く内陸へと切れ込んだ海域が存在している。つまり、この山の麓近くには、太平洋が存在している

。
なお、この辺りは環太平洋造山帯の一部であり、マカ山も活動中の成層火山とされている

。
2013年現在、マカ山の噴火は、過去に少なくとも2回あったことが確認されており、それぞれ、410年頃（誤差±50年）、1560年頃（誤差±110年）に起こったと見られている

。
そして、1560年頃よりも後の噴火は確認されていない

。